# Alianza del Pueblo Trabajador
La Alianza del Pueblo Trabajador (en inglés: Working People's Alliance) es un partido político de Guyana, de ideología socialdemócrata. El partido fue fundado en 1974, como una alianza entre el Partido de la Vanguardia del Pueblo Trabajador, la Asociación por la Relación Cultural con África Independiente, los Políticos Hindúes Revolucionarios Asociados, y Ratton. Sus miembros importantes han incluido Walter Rodney, Andaiye, y David Hinds.